# Ağın
Ağın (auch Eğin genannt) ist eine Stadt und Hauptort des gleichnamigen Landkreises in der türkischen Provinz Elâzığ. Ağın liegt 83 Straßenkilometer nordwestlich der Provinzhauptstadt und beherbergt über 60 % der Landkreisbevölkerung. Ağıns anderer Name ist identisch mit dem ehemaligen Namen von Kemaliye in der Provinz Erzincan, das an Ağın angrenzt.
Der Landkreis Ağın liegt im Nordwesten der Provinz am Keban-Stausee und grenzt an die Provinzen Erzincan, Malatya und Tunceli. Er wurde 1954 aus dem nördlichen Teil des Landkreises Keban ausgegliedert und somit als siebter Kreis der Provinz geschaffen. Bis dahin war es eigener Bucak im Kreis Keban.
Der Kreis umfasst neben der Kreisstadt noch 16 Dörfer (Köy) mit durchschnittlich 61 Einwohnern. Das ist die niedrigste durchschnittliche Dorfbevölkerung in der Provinz. Saraycık ist mit 229 Einwohnern das größte Dorf.
Der Landkreis Ağın ist mit einer Fläche von 242 km² der kleinste der Provinz. Ende 2020 war Ağın mit 2556 Einwohnern der Landkreis mit der niedrigsten Bevölkerung in der Provinz Elâzığ. Die Bevölkerungsdichte liegt mit 11 Einwohnern je Quadratkilometer unter dem Provinzdurchschnitt (63 Einwohner je km²) und ist die drittniedrigste innerhalb der Provinz.